# Doga Kobo
Doga Kobo (株式会社動画工房?, Kabushiki-gaisha Dōga Kōbō) è uno studio di animazione giapponese fondato l'11 luglio 1973 a Nerima (Tokyo) dal precedente membro della Toei Animation Hideo Furusawa.

## Produzioni
- Uchuu Kazoku Carlvinson (1988)
- Kahey no Umi (2005)
- Memories Off 5: Togireta Film (2006)
- Myself ; Yourself (2007)
- Koihime musō (2008)
- Yakushiji Ryōko no kaiki jikenbo (2008)
- 11eyes (2009)
- Shin Koihime musō (2009)
- Shin Koihime musō: Otome tairan (2010)
- Hoshizora e kakaru hashi (2010)
- YuruYuri (2011)
- Natsuyuki Rendezvous (2012)
- YuruYuri ♪♪ (2012)
- Mangirl! (2013)
- GJ-bu (2013)
- Majestic Prince (2013)
- Devils and Realist (2013)
- Love Lab (2013)
- Mikakunin de shinkōkei (2014)
- GJ-bu@ (2014)
- L'assistente del mese - Gekkan shojo Nozaki kun (2014)
- Ridendo tra le nuvole (2014)[1]
- YuruYuri San☆Hai! (2015)
- Plastic Memories (2015)[2]
- Mikagura School Suite (2015)
- Himouto! Umaru-chan (2015)
- Hidan no Aria AA (2015)
- Luck & Logic (2016)[3]
- Sansha sanyō (2016)[4]
- New Game! (2016)[5]
- Tōken ranbu: hanamaru (2016)[6]
- Gabriel DropOut (2017)[7]
- Tada-kun wa koi o shinai (2018)[8]
- Asteroid in Love (2020)[9]
- Sleepy Princess in the Demon Castle (2020)[10]
- Shikimori's Not Just a Cutie (2022)
- Oshi no ko - My Star (2023)
- Alya Sometimes Hides Her Feelings in Russian (2024)[11]
- The Shiunji Family Children (2025)[12]